# 圣多明我圣殿 (科尔多瓦)
圣多明我圣殿（Basílica de Santo Domingo）是一座罗马天主教宗座圣殿，位于阿根廷科尔多瓦省科尔多瓦的富内斯街和萨斯菲尔德街，是阿根廷最重要的教堂之一。
该堂由道明会管理，历史已有400年。目前的建筑建于1857年至1861年之间，是此处的第三座建筑，可以追溯到17世纪。
在祭坛上，是1937年宣布为教区主保的玫瑰圣母像。

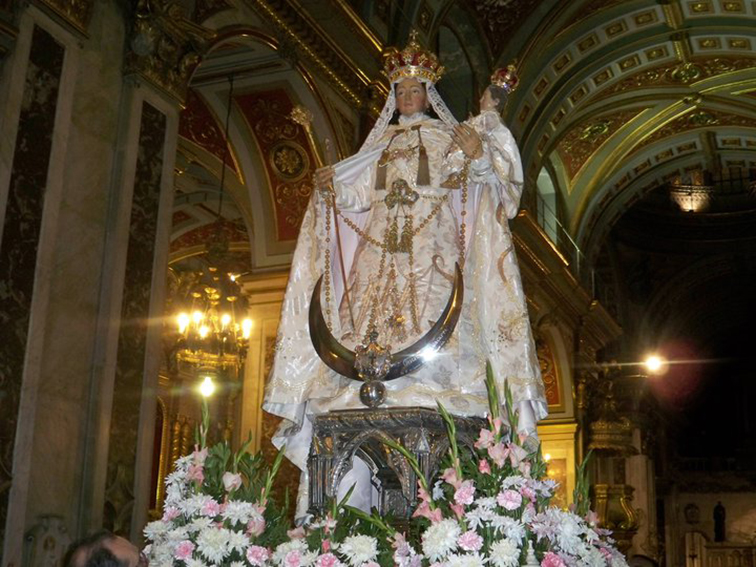